# Arsłan
Arsłan – polski herb szlachecki używany przez rodzinę książęcą pochodzenia tatarskiego.

## Opis herbu
W polu barwy niewiadomej stylizowany potrójny liść barwy niewiadomej. Na prawo od niego, u podstawy, koło barwy niewiadomej. Na lewo trzy koła w słup.

## Najwcześniejsze wzmianki
Z roku 1525 pochodzi wzmianka o protoplaście rodu Arsłanowiczów – Janibeku Tiuweszewiczu.

## Herbowni
Arsłanowicz.